# Notomulciber biguttatus
Notomulciber biguttatus là một loài bọ cánh cứng trong họ Cerambycidae.